# Trĩ vàng
Trĩ vàng (danh pháp hai phần: Chrysolophus pictus) là một loài chim trong họ Phasianidae.. Tại Việt Nam, người dân quen gọi là "chim trĩ Nhật Bản" nhưng đúng ra loài trĩ này xuất phát từ miền Tây Trung Hoa.

## Hình ảnh

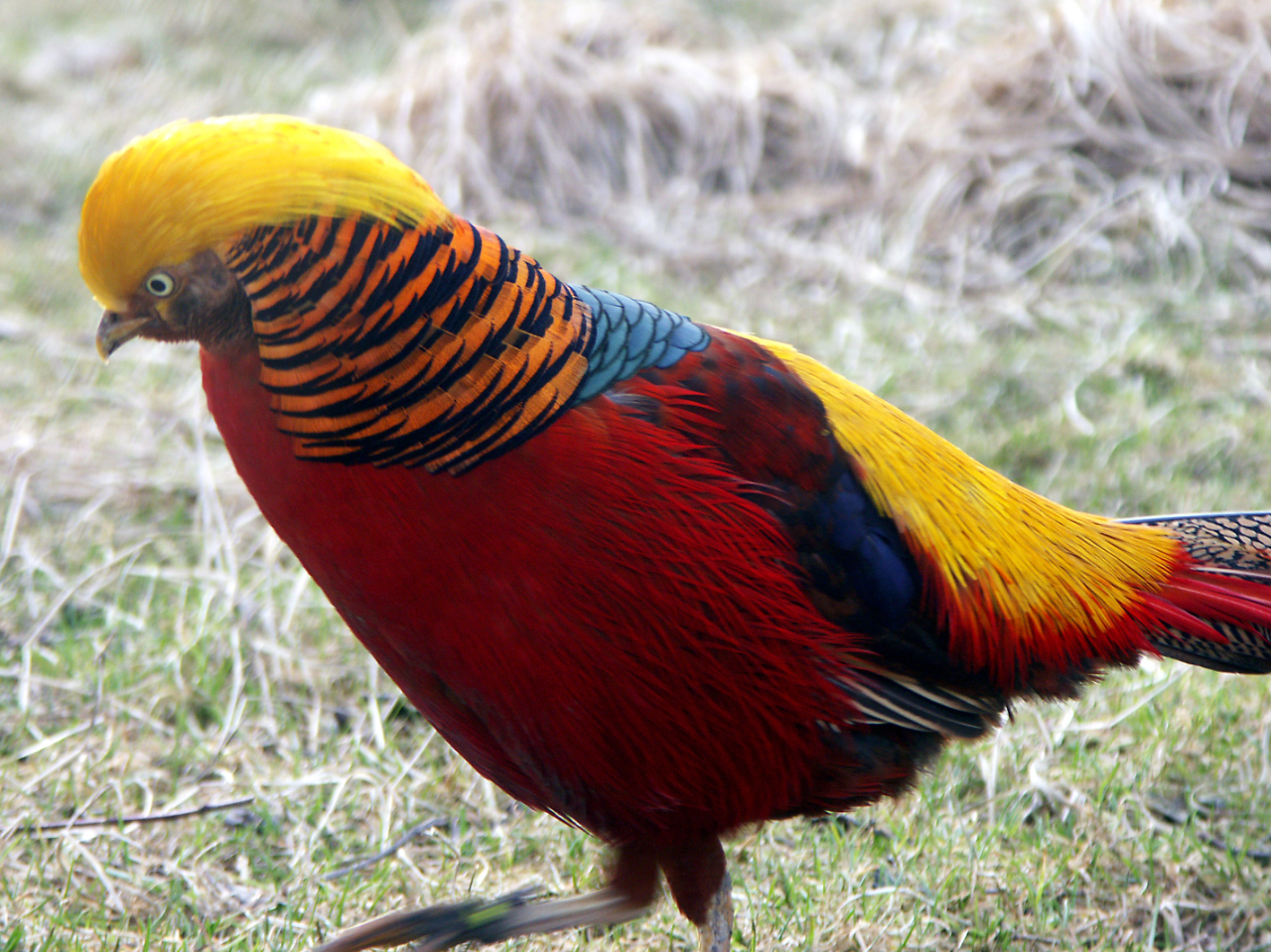
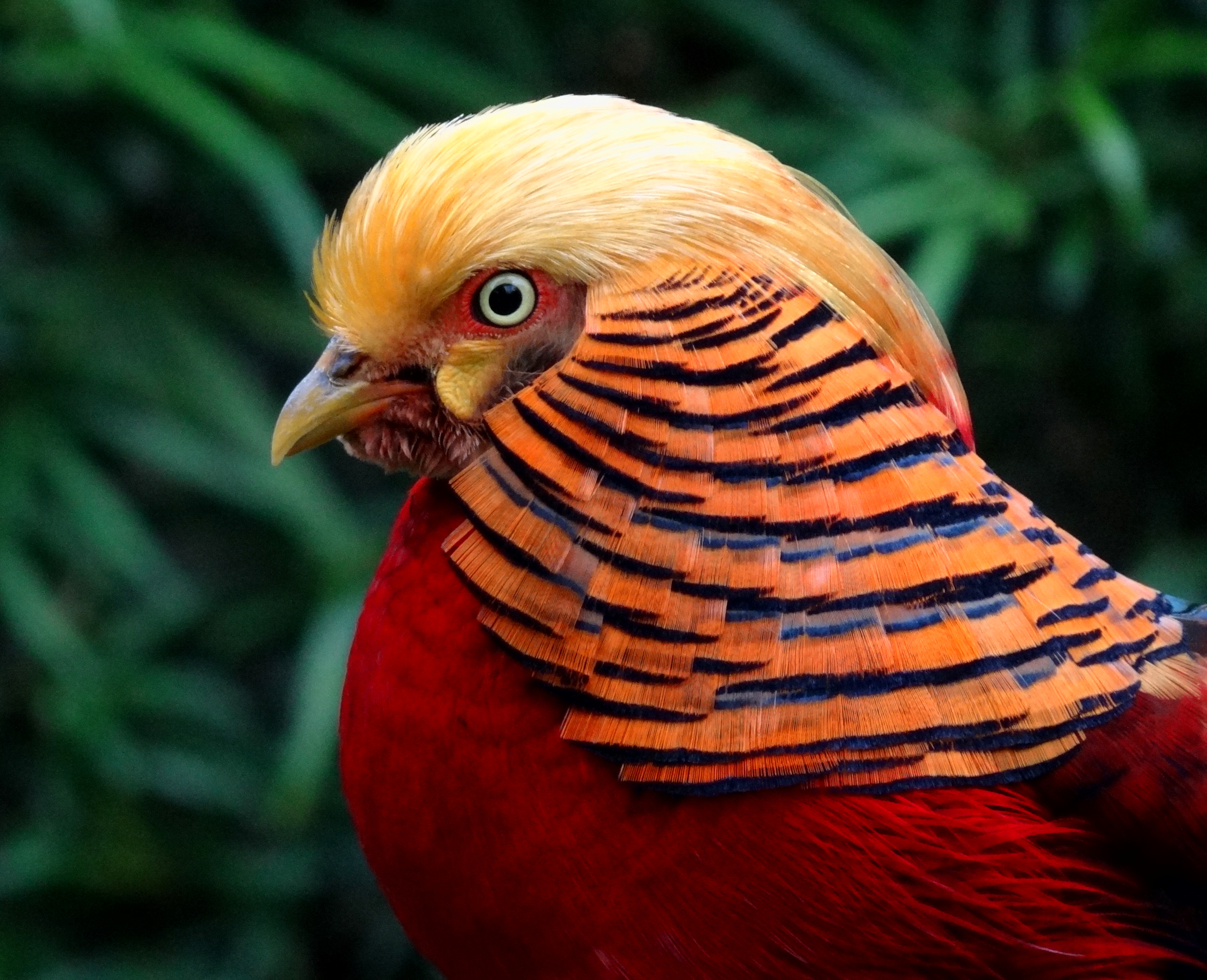
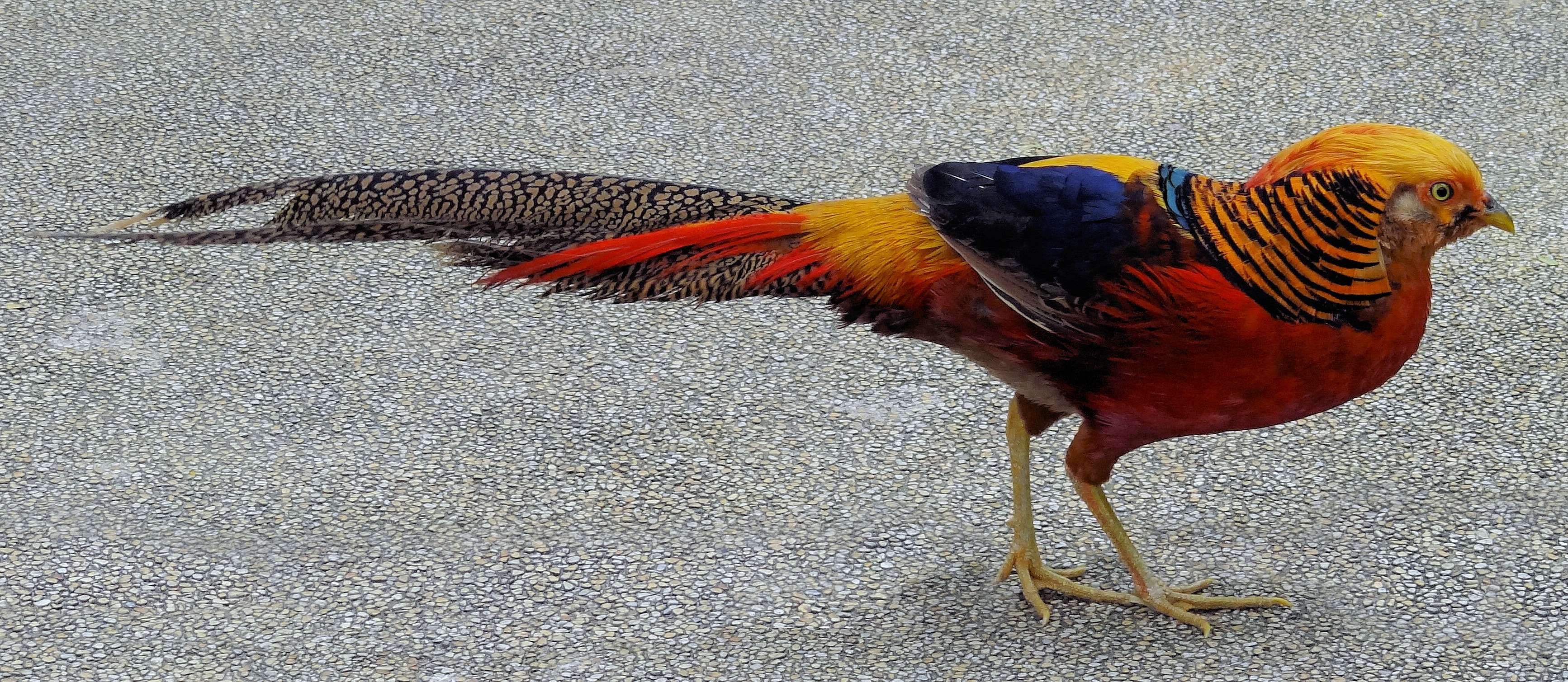
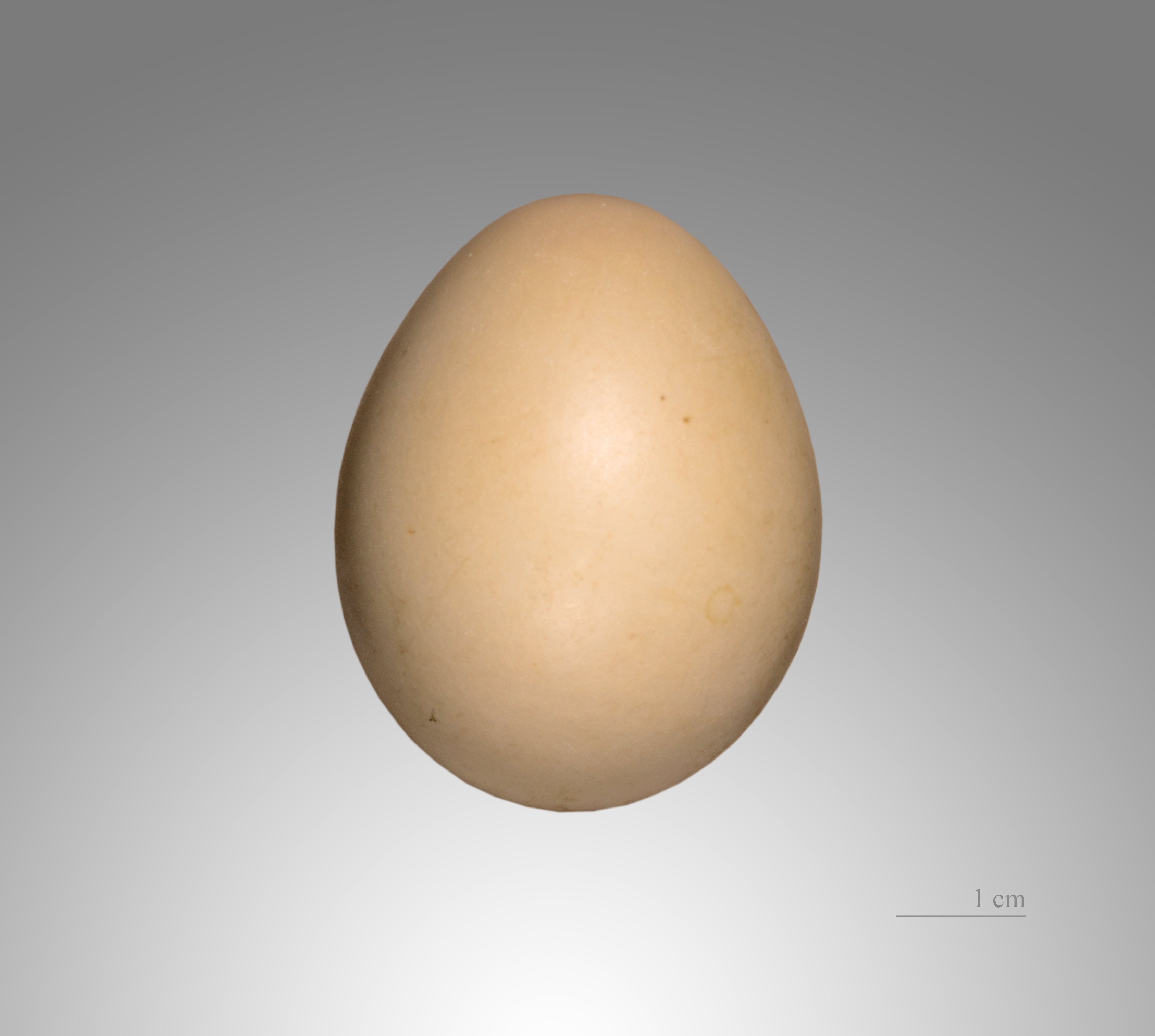